# Acetylserotonin-O-Methyltransferase
Acetylserotonin-O-Methyltransferase (ASMT, EC 2.1.1.4) ist dasjenige Enzym, welches N-Acetylserotonin mit S-Adenosylmethionin methyliert, als Folge dessen entsteht Melatonin.

## Eigenschaften
Die Isoform 1 katalysiert folgende Reaktion:
S-Adenosyl-L-methionin + N-Acetylserotonin → S-Adenosyl-L-homocystein + Melatonin
Die Isoformen 2 und 3 weisen keine enzymatische Aktivität auf.
Die Acetylserotonin-O-Methyltransferase wird in größeren Mengen in der Zirbeldrüse gebildet. In der Retina wird nur ASMT-mRNA gefunden, aber nicht das Protein.